# Le Crotoy
Le Crotoy é uma comuna francesa na região administrativa de Altos da França, no departamento de Somme. Estende-se por uma área de 16.32 km². Em 2010 a comuna tinha 2 035 habitantes (densidade: 124,7 hab./km²).